# Gabriel von Eyb
Gabriel von Eyb (né le 29 septembre 1455 à Arberg, mort le 1er décembre 1535 à Eichstätt) est prince-évêque d'Eichstätt de 1496 à sa mort. Il est le premier évêque allemand à publier la bulle pontificale Exsurge Domine menaçant Martin Luther et d'autres réformateurs.

## Famille
Gabriel vient de la famille noble de Franconie Eyb (de) dont le siège est l'Eybburg et est le troisième fils de Ludwig Eyb l'Ancien (de) (mort le 29 janvier 1502), juriste et diplomate du margraviat de Brandebourg-Ansbach, au château d'Arberg (de), où le père est un pfleger d'Eichstätt. La mère, Magdalena (morte le 14 novembre 1473 à Heilsbronn), est issue de la famille des Adelmann von Adelmannsfelden (de). L'humaniste Bernhard Adelmann von Adelmannsfelden (de), ami de Willibald Pirckheimer et Luther, est un cousin de Gabriel. Plusieurs ecclésiastiques viennent de la famille.

## Biographie
À 16 ans, il s'inscrit à l'université d'Erfurt en 1471, où son plus jeune frère Kaspar le suit l'année suivante. Au moment de l'immatriculation, Gabriel se décrit comme chanoine de Bamberg et d'Eichstätt. Grâce à son père, il obtient une potentielle place dans le chapitre de chanoines d'Eichstätt dès 1460. En 1467, s'ajoute la prébende. À  Erfurt, il obtient le titre de magister artium et donc l'étape préliminaire pour un examen dans l'une des trois autres facultés. Alors qu'il est encore étudiant, en 1473, il devient Domherr (de) de Wurtzbourg comme troisième source de revenus. Le 24 juillet 1475, son oncle et grand patron, l'humaniste Albrecht von Eyb (de) meurt, la grande bibliothèque est l'héritage de Gabriel.
Le 24 avril 1475, Gabriel étudie le droit avec son cousin Wilhelm von Eyb à l'université d'Ingolstadt, fondée trois ans plus tôt. Un an plus tard, il est suivi de son frère Kaspar, chanoine de Bamberg et d'Eichstätt. En 1478, Gabriel va en Italie à l'université de Pavie, à côté de Bologne et Padoue, l'école la plus importante pour les futurs juristes ; il y reste sept ans et en 1485 acquiert le titre de docteur en droit canonique. Son doctorat est aux Archives principales de Bavière (de) ; son journal, qui fut conservé de manière vérifiable, a disparu.
À 30 ans, Gabriel retourne en Allemagne et met ses connaissances et ses services à la disposition du prince-évêque d'Eichstätt Wilhelm von Reichenau ; il reste donc principalement à Eichstätt pendant les dix années suivantes et à Bamberg et Wurtzbourg (démission en 1497) ne remplit probablement que son obligation de résidence de plusieurs jours. Son deuxième frère aîné, Ludwig von Eyb le Jeune (de), devenu maître de cour du prince-évêque d'Eichstätt en 1479, réside déjà à Eichstätt. En 1487, ce dernier est transféré à la cour palatine, Gabriel reste chaleureusement lié à lui jusqu'à sa mort en 1521. Gabriel a dû rendre un service au conseil de Würzburg, car il reçoit du vin par gratitude en 1506, alors que Gabriel est déjà prince-évêque, l'évêque rende la faveur avec une table ronde en marbre de Solnhofen ; la splendide table avec trois armoiries (y compris l'Eybsche) au centre, sculptée par Tilman Riemenschneider, se trouve maintenant au Musée de la Franconie (de).
En 1486, Bernhard Adelmann von Adelmannsfelden prend ses fonctions canoniques à Eichstätt. Une amitié étroite se développe entre Gabriel et son cousin, qui a presque le même âge. Plus tard, lors de l'élection d'un évêque, Bernhard démissionne de sa candidature en faveur de Gabriel.
En 1487, Gabriel von Eyb est nommé conseiller margravial d'Ansbach, devoir honorable qu'il remplit jusqu'à son élection comme évêque. En tant que domherr de Bamberg, le pape Alexandre VI le charge en 1495 de régler la longue dispute entre le chanoine de Bamberg Theoderich Morung et le margrave. En 1498, Morung est libéré de la captivité à Ansbach. Il y a des indications selon lesquelles Gabriel a une activité publique au nom de l'empereur. Pourquoi et quand il est ordonné prêtre à Ratisbonne et non à Eichstätt en 1496 n'est pas clair.
Après la mort de Wilhelm von Reichenau (mort le 19 novembre 1496), Gabriel von Eyb est élu nouveau prince-évêque par le chapitre de la cathédrale d'Eichstätt le 5 décembre 1496. Son premier acte officiel est d'assister à l'inhumation solennelle de son prédécesseur, décédé au château d'Obermässing, dans la cathédrale d'Eichstätt. Il commande également sa tombe en marbre rouge dans le chœur Willibald et fait décorer et compléter le pontifical de Gundekar II avec une miniature de Reichenau d'un maître inconnu et la biographie correspondante. Après avoir obtenu la confirmation de l'élection papale, qui arrive peu après le 1er mars 1497 et donc assez tard, car le vicaire général d'Eichstätt Christoph Mendel von Steinfels (de) avait fait appel pour l'empereur à Rome et le 11 mars 1497, avant le chapitre, il prend la relève de l'évêché. Le 16 avril 1497, l'évêque est consacré par le prince-évêque de Ratisbonne Robert de Palatinat-Simmern, son suffragant et le suffragant d'Eichstätt dans la cathédrale d'Eichstätt. Il est inféodé aux insignes impériaux à Füssen en juin, mais n'y est pas personnellement présent en raison d'une maladie. Le 28 juillet 1497, ses ambassadeurs reçoivent pour lui la chancellerie de Mayence à la Diète d'Empire à Wörms, traditionnellement due aux évêques d'Eichstätt. En 1498, il rencontre le roi Maximilien lui-même lors d'une réunion à Ulm puis à la Diète d'Empire à Fribourg-en-Brisgau. Le 10 juin, Gabriel prête personnellement serment d'allégeance à l'empereur et est officiellement inféodé de nouveau avec les insignes. Le 7 mai 1497, il jure la capitulation électorale au chapitre de la cathédrale pour apaiser les relations.
En 1499, Gabriel von Eyb entreprend un voyage de visite autour de Herrieden, pour traiter des questions de l'administration du prince-évêque, mais pas des questions pastorales. À Herrieden, où la moitié de la ville fut dévastée par un incendie en 1490, il donne l'ordre de ne plus recouvrir les toits de chaume et d'enlever les toits de chaume qui y étaient encore.
En 1501, il reçoit l'honneur de consacrer Veit Truchseß von Pommersfelden comme prince-évêque de Bamberg ; cet événement est enregistré en miniature dans le pontifical de Gundekar II. Lorsque Kilian Leib devient le nouveau prieur de Rebdorf (de) en 1503, Leib et le prince-évêque deviennent des confidents ; le prieur enregistre les conversations des nombreuses réunions dans un journal. Dans la guerre de Succession de Landshut, qui éclate en 1504, le prince-évêque se comporte de manière neutre et empêche ainsi la guerre d'empiéter sur son évêché. En 1505, il consacre le nouveau prince-évêque d'Augsbourg, Henri IV de Lichtenau. Gabriel von Eyb consacre également son successeur Christophe de Stadion en 1517 et entretient une étroite amitié avec lui.
Bien que son prédécesseur von Reichenau ait déjà beaucoup construit, von Eyb commande certainement un grand nombre de mesures de construction supplémentaires. Il achève les fortifications urbaines commencées sous Reichenau (par exemple la ceinture de mur de Greding en 1517 et de 1519 à 1524 de Beilngries) et construir quelques églises (par exemple à Pfünz et 1523 à Sappenfeld). En 1527, il fait démolir et reconstruire la mairie de Spalt. À Eichstätt, il fait construire un pont sur l'Altmühl, de 1506 à 1508, le château Saint-Willibald (de), sa résidence, est fortifiée et le moulin de la cour achevé en 1516. Le palais du prince-évêque de Herrieden est reconstruit en 1508 et la « feste Haus » d'Eibwang est redessinée en 1530 ; l'évêque aime y rester. En 1508 également, il entreprend de rénover l'Eichstätter Hof à Ratisbonne (qui sera détruit en 1634). L'activité de construction se poursuit sans interruption majeure jusqu'à la fin de son épiscopat ; en 1536, il fait construire une petite église dans le nouveau cimetière est d'Eichstätt, et un an avant sa mort, la tour de la porte vers Ornbau est construite dans sa ville natale d'Arberg.
Il est également un évêque amateur d'art, qui fournit principalement des ordres au sculpteur de la Renaissance d'Eichstätt Loy Hering (de), qui érige le monument de Willibald sur les marches du chœur ouest de la cathédrale (1514) avec un grand groupe de crucifixion, qui se trouve aujourd'hui dans la chapelle de la Sainte-Cène. Alors que l'évêque est encore en vie, Hering crée son épitaphe dans la cathédrale (1520 ou 1521, cachée derrière un rideau jusqu'à la mort de l'évêque) et la pierre tombale. En 1520, Hering est autorisé à concevoir une épitaphe pour le neveu du prince-évêque, le chanoine d'Eichstätt Ulrich von Leutersheim, et, avant 1525, une maison de Sainte-Cène pour l'église Saint-Guy de Kottingwörth (de). En 1519, von Eyb commande un retable à Lucas Cranach le Jeune pour la chapelle du château, dont les peintures latérales sont maintenant accrochées dans le palais épiscopal, tandis que la partie centrale se trouve dans la galerie municipale de Bamberg. En 1511, il fait imprimer le Sittenspiegel avec des pièces de théâtre de l'Antiquité de son parent et humaniste Albrecht von Eyb, décédé en 1475. En 1517, un grand missel en parchemin est imprimé pour Eyb à Nuremberg avec une peinture de canon d'Albrecht Dürer comme gravure sur cuivre, une bonne source pour l'histoire de la musique et du choral des XVe siècle et XVIe siècle. Le bréviaire d'Eichstätt de 1497 est publié à nouveau à Nuremberg en 1525.
Von Eyb poursuit avec succès la politique d'acquisition de son prédécesseur pour l'expansion territoriale de l'évêché. En 1523, la frontière du territoire épiscopale contre le Haut-Palatinat est finalement déterminée.
Le 16 novembre 1510, le prince-évêque transfère la vice-chancellerie au théologien Johannes Eck, qui enseigne à Ingolstadt depuis 1510, comme chancelier de l'université. Il demande aussi à Eck de mettre par écrit ses préoccupations concernant les thèses de Luther. Bien que ceux-ci ne soient destinés qu'à l'usage personnel de l'évêque, Luther les apprend par l'indiscrétion de son cousin Bernhard Adelmann von Adelmannsfelden, l'adversaire personnel d'Eck. Ce n'est que dans l'argumentation suivante à ce sujet qu'Eck devient un adversaire résolu de Luther et un défenseur de la cause catholique. En 1520, le prince-évêque est le premier évêque allemand à proclamer la bulle pontificale Exsurge Domine, qu'Eck avait apportée avec lui de Rome, contre les représentants de la « nouvelle doctrine » ; Adelmann et Pirckheimer, également nommés par leur nom, s'inclinent dans le délai fixé de soixante jours. Le prince-évêque  peut empêcher l'évêché d'être capturé par les partisans de la Réforme, mais de grandes parties de son diocèse sont perdues. En 1533 au plus tard, l'évêque avait perdu toute juridiction dans la partie margraviale et donc dans l'une des parties les plus importantes du diocèse d'Eichstätt.
Lors de la guerre des Paysans allemands de 1525, les rebelles réussissent à capturer le château du prince-évêque à Obermässing le 21 avril et la ville de Greding le lendemain. Le 24 avril, ils pillent l'abbaye de Plankstetten et l'incendient cinq jours plus tard. Ils prennent également le contrôle du Hofmark (de) de Thannhausen et du château de Brunneck, mais ils sont vaincus par le landgrave du Haut-Palatinat Friedrich. Contre la révolte à Wellheim, le prince-évêque fait appel à la milice de Neuburg an der Donau. À l'ouest de l'évêché, le margrave d'Ansbach vainc les rebelles. Les mineurs d'Eichstätt sous la direction de Hans Heule, qui avait défendu la ville contre les agriculteurs, sont repoussés de la participation par le conseil municipal grâce à la médiation d'une délégation de la Ligue de Souabe, à laquelle appartenait le prince-évêque.
De 1520 à 1523, la principauté d'Ansbach, la maison ducale bavaroise et le palatinat du Rhin tentent en vain de nommer un coadjuteur avec droit de succession ; chacune des trois puissances a son propre candidat. Une autre tentative de Louis V du Palatinat en 1529 échoue.
Lorsque l'évêque de 80 ans meurt au Willibaldsburg, il est enterré dans le chœur est de la cathédrale à sa demande ; sa dalle funéraire de Loy Hering se trouve maintenant dans le cloître de la cathédrale. Son chancelier Willibald Fischl, décédé en 1503, est enterré à la morgue ; le portrait du prêtre de l'épitaphe le montre tenant un bâton de sceau avec les armoiries d'Eyb. C'est l'œuvre de Loy Hering.